# Омега (Джорджія)
Омега (англ. Omega) — місто (англ. city) в США, в округах Тіфт і Колквіт штату Джорджія. Населення — 1318 осіб (2020).

## Географія
Омега розташована за координатами 31°20′20″ пн. ш. 83°35′37″ зх. д. / 31.33889° пн. ш. 83.59361° зх. д. (31.338958, -83.593724).  За даними Бюро перепису населення США в 2010 році місто мало площу 4,67 км², з яких 4,62 км² — суходіл та 0,06 км² — водойми.

## Демографія
Згідно з переписом 2010 року, у місті мешкала 1221 особа в 393 домогосподарствах у складі 291 родини. Густота населення становила 261 особа/км².  Було 451 помешкання (97/км²).
Расовий склад населення:
| - 52,2 % — білих - 14,3 % — чорних або афроамериканців - 0,8 % — корінних американців - 0,7 % — азіатів - 29,1 % — осіб інших рас |

До двох чи більше рас належало 2,9 %. Частка іспаномовних становила 43,5 % від усіх жителів.
За віковим діапазоном населення розподілялося таким чином: 34,4 % — особи молодші 18 років, 55,9 % — особи у віці 18—64 років, 9,7 % — особи у віці 65 років та старші. Медіана віку мешканця становила 28,2 року. На 100 осіб жіночої статі у місті припадало 96,9 чоловіків;  на 100 жінок у віці від 18 років та старших — 93,5 чоловіків також старших 18 років.
Середній дохід на одне домашнє господарство  становив 23 257 доларів США (медіана — 15 652), а середній дохід на одну сім'ю — 21 829 доларів (медіана — 19 107). За межею бідності перебувало 58,7 % осіб, у тому числі 60,0 % дітей у віці до 18 років та 62,7 % осіб у віці 65 років та старших.
Цивільне працевлаштоване населення становило 310 осіб. Основні галузі зайнятості: сільське господарство, лісництво, риболовля — 18,7 %, науковці, спеціалісти, менеджери — 14,2 %, мистецтво, розваги та відпочинок — 14,2 %.